# Marge Simpson
Marjorie Jacqueline "Marge" Bouvier Simpson é a esposa de Homer Simpson e mãe de Lisa, Bart e Maggie Simpson na série animada Os Simpsons. Ela é mais conhecida por causa de seus longos cabelos azuis, cujo penteado foi inspirado no filme A Noiva de Frankenstein e sua personalidade muito paciente. Mesmo Homer aprontando inúmeras confusões, ela continua sendo uma esposa fiel e dedicada, assim como é para com os filhos. Marge nasceu em 1956 e tem agora 45 anos de Idade. Os pais Jackie Bouvier (mãe) e Clancy Bouvier (pai de Marge Bouvier)
Com poucas exceções, Marge gasta a maior parte de seu tempo como dona de casa, cuidando de Maggie, ajudando Lisa ou defendendo Bart da raiva de seu pai. Seu nome é baseado no nome da mãe de Matt Groening, criador da série, Marge Groening. Marge Simpson é na verdade um estereótipo de dona de casa suburbana dos anos 1960.
É dublada na versão original por Julie Kavner e no Brasil por Selma Lopes (Da 1.ª até a 7.ª temporada , da 14.ª-24ª e da 26.ª em diante), Mariângela Cantú (8.ª , 9.ª temporada e 25.ª) e Nelly Amaral (da 10.ª até a 13.ª).

## Morte da personagem
Marge Simpson morre em uma linha do tempo alternativa exibida no episódio final da 36ª temporada de Os Simpsons, em 2025. A trama se passa no futuro, onde é revelado que a personagem faleceu antes dos acontecimentos mostrados. Apesar disso, ela aparece como espírito durante o episódio, observando a tentativa de reconciliação entre Bart e Lisa.
No entanto, segundo o produtor executivo Matt Selman, a morte de Marge ocorre apenas nessa realidade paralela e não afeta a cronologia oficial da série, na qual a personagem permanece viva. O episódio foi criado como uma reflexão sobre o futuro dos personagens, sem alterar os eventos do presente na série.

## Papel em Os Simpsons
Os Simpsons usa um cronograma flutuante em que os personagens não revelam fisicamente suas idades e, como tal, o seriado é geralmente assumido a ser definido no ano em curso. Em vários episódios, os eventos têm sido associados a períodos de tempo específicos, embora esse cronograma foi desmentido em episódios posteriores. Marge Simpson é a esposa de Homer Simpson e mãe de Bart, Lisa e Maggie Simpson. Ela foi criada por seus pais, Jacqueline e Clancy Bouvier. Ela tem duas irmãs, Patty e Selma, que são gêmeas, sendo que ambas vocalmente desaprovam Homer. No episódio "The Way We Was" (exibido na segunda temporada, em 1991), é revelado através de um flashback que Marge estudou no Springfield High School, e em seu último ano escolar conheceu Homer Simpson. Ela foi inicialmente cautelosa ao lidar com Homer, mas concordou em ir ao baile com ele, embora ela acabou indo ao evento acompanhada por Artie Ziff. No entanto, ela se arrependeu de ir ao baile com Artie e acabou procurando Homer. Depois que os dois estavam namorando há vários anos, Marge e Homer estavam planejando se casar, porém meses antes, Marge descobriu que ela estava grávida de Bart, e ela e Homer adiantaram o casamento e, por fim, se casaram pouco tempo depois, em uma capela pequena. Bart nasceu logo depois, e o casal comprou sua primeira casa. O episódio "That '90s Show" (exibido na décima-nona temporada, em 2008) contradisse muito do estabelecido na história. Por exemplo, foi revelado que Marge e Homer não tinham filhos no início de 1990, embora episódios anteriores haviam sugerido que Bart e Lisa nasceram na década de 1980.

## Idade
No episódio "Uma Vida Turbulenta" da primeira temporada, a idade de Marge é dita como 34 anos. Muitos episódios depois, entretanto, é dito que Marge tem 38 anos, possivelmente como reflexo de ela e Homer terem ido ao vigésimo aniversário da reunião do Ginásio. Na temporada 17, no episódio Resgatando Margie!. Em "Bart Trabalha à Noite" ela diz que viveu em Springfield por 34 anos. Seu aniversário pode ser em Maio (de acordo com o episódio Kiss Kiss Bang Bangalore . Embora no episódio no qual tem a participação especial de Ronaldo, jogador de futebol, ela diz que faz aniversário na mesma data de Pelé, ou seja, 23 de outubro. Da mesma forma, ela diz ter nascido no mesmo dia que Randy Quaid e Meg Ryan. Isso mostra que Marge é, provavelmente, o personagem com sua data de nascimento menos precisa.Foi viciada em caça níquéis e já foi presa injustamente em um episódio. Se tornou alcoólatra ao tentar acompanhar as bebedeiras do marido. Em outro já abriu uma academia, foi policial em Sprinfield e também já foi professora substituta da sala de Bart. Em outro episódio, ela foi fisiculturista que abusava muitos de esteroides. Depois de inúmeras encrencas e vexames, conseguiu se recuperar. Apesar da aparente imagem de esposa padrão americana, Marge se sente por vezes muito solitária e frustrada, principalmente porque ela tem dificuldades em fazer novas amizades e quando consegue alguma amiga, Homer põe tudo a perder com seu modo desajeitado de ser. Também já foi revelado em um episódio que ela tem verdadeira adoração pelo ex-Beatle Ringo Starr.
Marge ainda possui duas irmãs, gêmeas entre si, a recém-assumida lésbica Patty Bouvier, que já se envolveu com o Diretor Skinner, e Selma Bouvier, que se envolveu com vários homens de Springfield, no qual se destacam Sideshow Bob, Troy McClure e até o Vovô Simpson.

## Empregos de Marge
- Agente Imobiliária
- Artista com Palitos de Picolé
- Dona de Fast Food
- Dona de Academia
- Padeira Erótica
- Policial
- Funcionária da Usina Nuclear
- Vendedora do Tortas de Carne
- Vendedora de Pretzels
- Professora Substituta
- Carpinteira
- Escritora
- Pintora
- Dona do bar do Moe
- Escultora
- Fisiculturista
- Prefeita de SpringField

## Conhecimentos e habilidades
Marge é uma artista plástica talentosa. Quando ela era adolescente, tinha uma paixão intensa sobre Ringo Starr, pintando vários retratos dele (Brush with Greatness). Na verdade, ela demonstra talento artístico em outras áreas, tais como ser capaz de fazer esculturas em tamanho real com palitos de picolé, como visto no episódio “Ice Cream of Margie (with the Light Blue Hair)”.Marge também é uma boa cozinheira e já demonstrou inclinação aos negócios, embora seu negócio de pretzel não tenha dado certo (The Twisted World of Marge Simpson). Ela também já trabalhou brevemente no "Au Naturel", a padaria erótica em Springfield, embora ingenuamente desconhecesse a natureza do resultado final dos confeitos que fazia ("Sex, Pies, and Idiot Scrapes").

## Família

### Homer Jay Simpson
Embora sua relação com Homer tenha passado por inúmeros testes e tensões ao longo da série - como o casamento “acidental” de Homer com Amber e o flerte de Marge com Jaques - o casamento de Marge e Homer parece resistir a tudo.Como no 1°episódio da 7a temporada no qual marge se separa dele mas no final tudo não se passava de um sonho.

### Bart Simpson
Marge muitas vezes se decepciona com Bart, mas ainda o ama. E com o coração pesado, ela aceita as atitudes encrenqueiras de seu filho. Marge geralmente obriga Bart a fazer serviço comunitário para compensar seu mau comportamento. Apesar disso, Marge é mil vezes mais compassiva, carinhosa e compreensiva do que Homer para com Bart, e o acha de seu "carinha especial".

### Lisa Simpson
Lisa e Marge em geral tem um bom relacionamento. Mas apesar desse relacionamento próximo, Marge não consegue entender Lisa quando ela explica seu ponto de vista de uma forma mais intelectual.

### Maggie Simpson
Maggie é muito próxima da mãe e, por causa da pouca idade, está sempre a acompanhado por toda casa. É provável que Maggie seja a favorita de Marge.

## Árvore genealógica

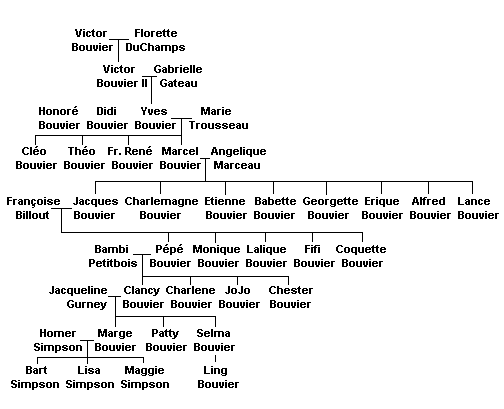
Árvore Genealógica de Marge